# هينريتش ويلهلم شيفر
هينريتش ويلهلم شيفر (بالألمانية: Heinrich Wilhelm Schäfer)‏ هو أستاذ جامعي ألماني، ولد في 1955 في بادربورن في ألمانيا.